# Abronia ammophila
Verveine des sables de Yellowstone/du Wyoming
Espèce
Classification phylogénétique
Abronia ammophila, ou  Yellowstone sand verbena, ou  Wyoming sand verbena, c'est-à-dire, en appellation courante, verveine des sables de Yellowstone, ou du Wyoming, est une espèce végétale endémique du Parc national de Yellowstone, de la famille des Nyctaginaceae. 
La présence d'une verveine des sables sur le plateau de Yellowstone est surprenante en raison de la haute altitude (environ 2360 mètres), des hivers longs et froids. L'Abronia ammophila fait partie d'une famille de plantes du Nouveau Monde qui vit habituellement dans des climats plus chauds comme les déserts et les zones tropicales. Le genre Abronia comprend environ 30 espèces qui se reproduisent principalement dans les régions les plus chaudes de l'ouest des États-Unis et du Mexique. Certains botanistes pensent que l'activité thermique dans Yellowstone a permis à l'Abronia ammophila de survivre aux hivers rigoureux du site, et d'évoluer lentement vers une espèce qui s'est adaptée à ce climat.
Dans des études récentes, les botanistes ont localisé quatre populations d'Abronia ammophila, mais on en sait très peu sur sa vie et sa biologie. Par exemple, la plante est représentée comme une annuelle dans la littérature scientifique, même si elle est en fait une plante vivace qui hiverne sous terre avec un système racinaire. Personne ne sait actuellement comment la plante est pollinisée, comment les graines sont transportées, ou combien de temps les graines survivent.